# 康晉瑜
康晉瑜（Jim Kang，2000年2月24日－），台灣政治幕僚，中國國民黨籍。
康晉瑜出生於臺中市。臺中市立東山高級中學畢業，取得國立臺灣大學社會科學院政治學系國際關係學士學位，現就讀臺大政治學研究所。
現任國民黨青年團總團長暨指定中央常務委員、國民黨全國黨代表、國民黨青年事務委員會委員、國民黨副發言人，曾任國立臺灣大學學生代表大會社會科學院學生代表。在2022年九合一地方選舉中，因吹哨揭發林智堅抄襲案而聲名大噪，並出任蔣萬安2022年台北市長選舉競選辦公室副發言人。